# Mètode Ogino-Knaus

El mètode Ogino-Knauss pot reduir la probabilitat d'embarrassos per a dones amb un cicle regular d'entre 26 i 32 dies en evitar tenir relacions sexuals durant els dies etiquetats fèrtils. La taxa d'error és elevat.

El mètode Ogino-Knaus és un mètode dit «natural» de control de natalitat, fonamentat en l'abstinència periòdica. Va ser desenvolupat quasi simultàniament, l'any 1924 pel ginecòleg japonès Kyusaku Ogino, i el metge austríac Hermann Knaus el 1928.
Consisteix a comptar els dies del cicle menstrual de la dona i triar els dies apropiats de les relacions sexuals per aconseguir o evitar quedar embarassada. «Atesa, però, la irregularitat que sovint presenta el cicle de moltes dones, resulta un mètode força atzarós, i hom en discuteix l'eficàcia fins i tot en el cas que sigui meticulosament dut a la pràctica». «Els mètodes naturals no són exactament mètodes anticonceptius, ja que en la major part dels casos no aconsegueixen evitar l'embaràs no desitjat i són poc fiables».
Tot i la poca fiabilitat, només mètodes basats en abstinència són acceptats per l'Església Catòlica.

## Descripció
El mètode Ogino-Knaus consisteix en comptar el nombre de dies en la fase infèrtil preovulatòria. Primer s'ha de registrar durant sis mesos la durada dels cicles menstruals, i després es procedeix al càlcul matemàtic: com el dia d'ovulació és el catorzè abans del primer dia de menstruació i es donen «quatre dies de gràcia», es resta 18 al nombre de dies del cicle més curt de la dona. Per trobar l'inici de la fase infèrtil que s'inicia després que hagi ovulat, es donen «tres dies de gràcia», per tant es resta 11 al nombre de dies del cicle més llarg. Aquest rang és el període fèrtil i no es pot tenir relacions en aquests dies, és a dir, durant el període d'ovulació, si es vol evitar l'embaràs.
Per a una dona el cicle menstrual de la qual s'estengui entre 25 i 32 dies, s'estima que és infèrtil els primers 7 dies del seu cicle (25-18 = 7), és fèrtil entre els dies 8 i 20, i torna a ser infèrtil el dia 21 (32-11 = 21). Quan es tracta d'evitar l'embaràs, aplicat amb rigor, aquest mètode té una taxa d'error del 20-25% segons els estudis.